# Melanopis hepatica
Melanopis hepatica är en fjärilsart som beskrevs av George Francis Hampson. Melanopis hepatica ingår i släktet Melanopis och familjen nattflyn. Inga underarter finns listade i Catalogue of Life.